# Marilyn Wilson
Marilyn Wilson (1943. július 14. –) olimpiai ezüstérmes ausztrál úszó.

## Pályafutása
Részt vett az 1960-as római olimpián, ahol társaival, Rosemary Lassiggal, Jan Andrew-val és Dawn Fraserrel közösen ezüstérmet szerzett 4 × 100 m vegyes váltóban.

## Sikerei, díjai
- Olimpiai játékok – 4 × 100 m vegyes váltóban
  - ezüstérmes: 1960, Róma